# Anthony Obame
Anthony Obame (n. 10 septembrie 1988, Libreville, Gabon) este un taekwondist ce a reprezentat Gabon, medaliat olimpic. A participat la 3 ediții ale Jocurilor Olimpice (2012, 2016, 2020) în care a câștigat o medalie de argint.